# Ricardo de Lemos Fróes
Ricardo de Lemos Fróes  (1891 - 1960) fue un botánico brasileño, especializado en cactos; que se desarrolló académicamente en el "Departamento Botánico" del Instituto Agronómico del Norte, Belem do Para.

## Algunas publicaciones

### Libros
- dammis Heinsdijk, ricardo lemos Fróes. 1956. Description of forest-types on "terra firme" between the Rio Tapajós and the Rio Xingú in the Amazon Valley. 136 pp. (Descripción de tipos de bosques en "terra firme" entre el Río Tapajós y el Río Xingú en la Cuenca del Amazonas)

- adolfo Ducke, george a. Black, ricardo lemos Fróes. 1950. Plantas novas ou pouco conhecidas da Amazônia ; Critical notes on some Amazonian plants. Volumen 3 de Notas sôbre a Flóra Neotrópica. Ed. Serviço Nacional de Pesquisas Agronômicas, Instituto Agronômico do Norte. 94 pp.

- 1946. Relatorio da excursão botanica realizada no vale do Rio Negro, amazonas. 38 pp.

## Honores

### Epónimos
Género
- (Quiinaceae) Froesia Pires[1]

Especies, más de 85
- (Bromeliaceae) Aechmea froesii (L.B.Sm.) Leme & J.A.Siqueira[2]
- (Caesalpiniaceae) Dicymbopsis froesii Ducke[3]
- (Caesalpiniaceae) Macrolobium froesii R.S.Cowan[4]
- (Caesalpiniaceae) Swartzia froesii R.S.Cowan[5]
- (Caesalpiniaceae) Tachigali froesii (Pires) L.F.Gomes da Silva & H.C.Lima[6]
- (Cecropiaceae) Coussapoa froesii Standl.[7]
- (Chrysobalanaceae) Couepia froesii Prance[8]
- (Clusiaceae) Tovomita froesii Maguire[9]
- (Ebenaceae) Diospyros froesii Cavalcante[10]
- (Elaeocarpaceae) Sloanea froesii Earle Sm.[11]
- (Eriocaulaceae) Syngonanthus froesii Moldenke[12]
- (Euphorbiaceae) Cnidoscolus froesii (Croizat) Fern.Casas[13]
- (Fabaceae) Clitoria froesii Fantz[14]
- (Fabaceae) Dicymbe froesii Ducke[15]
- (Fabaceae) Machaerium froesii Rudd[16]
- (Fabaceae) Macrolobium froesii R.S.Cowan[17]
- (Fabaceae) Macrosamanea froesii Barneby & J.W.Grimes[18]
- (Lauraceae) Ocotea froesii A.C.Sm.[19]
- (Lecythidaceae) Couroupita froesii R.Knuth[20]
- (Lythraceae) Cuphea froesii Lourteig[21]
- (Malvaceae) Pavonia froesii Fryxell[22]
- (Melastomataceae) Mouriri froesii Morley in Morley[23]
- (Meliaceae) Trichilia froesii A.C.Sm.[24]
- (Menispermaceae) Abuta froesii Krukoff & Moldenke[25]
- (Piperaceae) Piper froesii Yunck.[26]
- (Poaceae) Panicum froesii Swallen[27]
- (Rubiaceae) Diodia froesii Sucre[28]
- (Rubiaceae) Platycarpum froesii Bremek.[29]
- (Rutaceae) Ticorea froesii Kallunki[30]

- La abreviatura «Fróes» se emplea para indicar a Ricardo de Lemos Fróes como autoridad en la descripción y clasificación científica de los vegetales.[31]